# Landau-Niveau
Die Landau-Niveaus (nach Lew Dawidowitsch Landau) sind in der Quantenmechanik die Niveaus der transversalen Energie eines geladenen Teilchens, das sich in einem homogenen Magnetfeld bewegt. Während nach den Gesetzen der klassischen Physik das Teilchen jede beliebige transversale Energie annehmen kann, ist dies in der Quantenmechanik nicht möglich, sondern die Energie ist quantisiert, das heißt, die transversale Energie kann nur diskrete, durch eine natürliche Zahl {\displaystyle n} charakterisierte Werte annehmen. In Bezug auf die longitudinale Bewegung in Richtung des Magnetfeldes ist die Energie auch nach der quantenmechanischen Behandlung nicht quantisiert und identisch zur klassischen Herangehensweise. Im zweidimensionalen, transversalen Impulsraum bilden die Landau-Niveaus Kreise; im dreidimensionalen Impulsraum die Landau-Zylinder. Die Aufspaltung in Landau-Niveaus lässt sich zum Beispiel in der Festkörperphysik messen (De-Haas-van-Alphen-Effekt). Dort sind die transversalen Impulse zusätzlich aufgrund des Kristallgitters gequantelt. Es lässt sich dann zeigen, dass auf jedem Landau-Zylinder exakt gleich viele Zustände liegen.
Die Energie eines geladenen Teilchens der Masse {\displaystyle m} (z. B. eines Elektrons) und Ladung {\displaystyle q} (beim Elektron ist {\displaystyle q=-e} mit der Elementarladung e) in einem homogenen Magnetfeld {\displaystyle B} in {\displaystyle z}-Richtung, lautet:
{\displaystyle E(n,p_{z})=\hbar \omega _{c}\left(n+{\frac {1}{2}}\right)+{\frac {p_{z}^{2}}{2m}},\quad n\in \mathbb {N} _{0},p_{z}\in \mathbb {R} .}
Dabei ist {\displaystyle p_{z}} der Impuls des Teilchens in {\displaystyle z}-Richtung, {\displaystyle \omega _{c}=|q\cdot B|/m} die „Zyklotronfrequenz“ (korrekt eigentlich Zyklotronwinkelgeschwindigkeit) und {\displaystyle \hbar } die reduzierte Planck-Konstante. Weist das geladene Teilchen auch einen Spin auf, so führt dies zu einer zusätzlichen Aufspaltung der Niveaus nach der Quantenzahl {\displaystyle s_{z}} für die {\displaystyle z}-Komponente (= Magnetfeldrichtung) des Spins:
{\displaystyle E(n,p_{z},s_{z})=\hbar \omega _{c}\left(n+{\frac {1}{2}}\right)+{\frac {p_{z}^{2}}{2m}}-g_{s}{\frac {q\hbar }{2m}}\cdot s_{z}B,\quad } wobei {\displaystyle g_{s}} der Landé-Faktor ist, beim Elektron also {\displaystyle g_{s}=2{,}0023\dots }
Die transversalen Bahnkurven der Teilchen in der klassischen Physik sind Kreise; in quantenmechanischer Behandlung können nur Aufenthaltswahrscheinlichkeiten angegeben werden. Diese werden im Fall eines homogenen Magnetfelds durch zwei Quantenzahlen {\displaystyle n_{r}\in \mathbb {N} _{0}} und {\displaystyle \ell \in \mathbb {Z} } bestimmt, wobei diese durch {\displaystyle n=n_{r}+{\tfrac {|\ell |-\ell }{2}}} in Zusammenhang mit der Energie stehen. Da weder {\displaystyle n_{r}} noch {\displaystyle \ell } direkt in die Energie eingehen, sind die Energieniveaus unendlichfach entartet (zur Form der Aufenthaltswahrscheinlichkeit im Ortsraum siehe unten).

## Herleitung mithilfe der Schrödingergleichung
Die hier dargestellte Herleitung orientiert sich an den Referenzen und der Originalarbeit.
Ein Teilchen der Masse {\displaystyle m} und der Ladung {\displaystyle q} befinde sich in einem homogenen Magnetfeld {\displaystyle {\vec {B}}({\vec {r}})={\vec {B}}(x,y,z)=\left(0,0,B\right)}, das nur eine Komponente in {\displaystyle z}-Richtung aufweise. Dieses Feld kann auf mehrere Weisen durch Vektorpotentiale {\displaystyle {\vec {A}}({\vec {r}})} dargestellt werden (siehe #Eichung des Vektorpotentials). Zur Herleitung der Energieeigenwerte bietet es sich an, die Eichung
{\displaystyle {\vec {A}}({\vec {r}})={\begin{pmatrix}0\\xB\\0\end{pmatrix}}}
zu verwenden, denn rot A = B.
Man erhält dann den Hamilton-Operator dieses Systems zu
{\displaystyle {\hat {H}}={\frac {1}{2m}}\left[{\hat {\vec {p}}}-q\cdot {\vec {A}}\right]^{2}={\frac {1}{2m}}\left[{\hat {p}}_{x}^{2}+({\hat {p}}_{y}-qB{\hat {x}})^{2}+{\hat {p}}_{z}^{2}\right],}
indem man die Orts- und Impulsvariablen der Hamilton-Funktion eines klassischen geladenen Teilchens durch die entsprechenden quantenmechanischen Operatoren ersetzt (→ Korrespondenzprinzip). Aus der klassischen Behandlung weiß man, dass die Lösung des Problems eine schraubenförmige Bewegung in {\displaystyle z}-Richtung ist. Darum ist es sinnvoll, die folgende Aufteilung des Hamilton-Operators in einen longitudinalen (entlang der Magnetfeld-Richtung) und einen dazu transversalen Teil vorzunehmen:
{\displaystyle {\hat {H}}={\hat {H}}_{\perp }+{\hat {H}}_{\parallel },\qquad {\text{mit:}}\quad {\hat {H}}_{\perp }={\frac {{\hat {p}}_{x}^{2}+({\hat {p}}_{y}-m\omega _{c}{\hat {x}})^{2}}{2m}},\quad {\hat {H}}_{\parallel }={\frac {{\hat {p}}_{z}^{2}}{2m}},}
wobei {\displaystyle \omega _{c}=qB/m} ersetzt wurde. Da {\displaystyle {\hat {H}}_{\perp }} und {\displaystyle {\hat {H}}_{\parallel }} vertauschen, kann eine gemeinsame Basis von Eigenzuständen gefunden werden und die Eigenwerte der beiden Operatoren können getrennt voneinander berechnet werden.
- {\displaystyle {\hat {H}}_{\parallel }} beschreibt die Bewegung eines freien Teilchens in {\displaystyle z}-Richtung und hat entsprechend ein kontinuierliches Spektrum an Eigenwerten {\displaystyle E_{\parallel }={\tfrac {p_{z}^{2}}{2m}}}, wobei {\displaystyle p_{z}} die Eigenwerte des Impulsoperators {\displaystyle {\hat {p}}_{z}} sind.
- Um die Energieeigenwerte von {\displaystyle H_{\perp }} zu erhalten, führt man folgende Operatoren ein:

{\displaystyle {\hat {P}}={\hat {p}}_{x},\qquad {\hat {Q}}={\hat {x}}-{\frac {{\hat {p}}_{y}}{m\omega _{c}}}}.
Damit ist:
{\displaystyle {\hat {H}}_{\perp }={\frac {{\hat {P}}^{2}}{2m}}+{\frac {1}{2}}m\omega _{c}^{2}{\hat {Q}}^{2}},
was der Form eines quantenharmonischen Oszillators entspricht. Insbesondere gilt zwischen {\displaystyle {\hat {P}}} und {\displaystyle {\hat {Q}}} die Vertauschungsrelation {\displaystyle [{\hat {Q}},{\hat {P}}]=[{\hat {x}},{\hat {p}}_{x}]}. Das Spektrum von {\displaystyle {\hat {H}}_{\perp }} ist somit gleich dem des harmonischen Oszillators diskret mit
{\displaystyle E_{\perp }=\hbar \omega _{c}\left(n+{\tfrac {1}{2}}\right),\quad n\in \mathbb {N} _{0}.}
Die Gesamtenergie ergibt sich aus der Summe der Eigenenergien von {\displaystyle {\hat {H}}_{\perp }} und {\displaystyle {\hat {H}}_{\parallel }}:
{\displaystyle E=\hbar \omega _{c}\left(n+{\frac {1}{2}}\right)+{\frac {p_{z}^{2}}{2m}}}
Für eine feste Geschwindigkeit {\displaystyle v_{z}} erhält man damit einen zum Magnetfeld {\displaystyle B} proportionalen festen Niveauabstand:
{\displaystyle \Delta E=\hbar \omega _{c}={\frac {q\cdot B\cdot \hbar }{m}}.}
Die Schrödinger-Gleichung berücksichtigt nicht den Spin des geladenen Teilchens. Diesem kann künstlich über einen heuristischen Zusatzterm Rechnung getragen werden, der die Schrödinger-Gleichung in die Pauli-Gleichung überführt. Statt die Pauli-Gleichung zu verwenden, kann bei der Herleitung auch die relativistische Dirac-Gleichung verwendet werden, die den Spin ebenfalls berücksichtigt (siehe unten).

### Eichung des Vektorpotentials
Im Obigen wurde das Magnetfeld durch das Vektorpotential {\displaystyle {\vec {A}}=(0,xB,0)^{\mathrm {T} }} ausgedrückt. Da das Vektorpotential keine Messgröße ist und nur über seine Rotation eingeht, kann man zum Vektorpotential den Gradienten einer beliebigen skalaren Funktion {\displaystyle {\vec {\nabla }}f} addieren. Beispiele für andere Vektorpotentiale sind {\displaystyle {\vec {A}}({\vec {x}})=(-yB,0,0)^{\mathrm {T} }} oder {\displaystyle {\vec {A}}({\vec {x}})={\tfrac {1}{2}}(-yB,xB,0)^{\mathrm {T} }}. Man kann leicht zeigen, dass sich in allen drei Fällen über {\displaystyle {\vec {B}}={\vec {\nabla }}\times {\vec {A}}} wieder obiges Magnetfeld ergibt. Die ersten beiden Wahlen des Vektorpotentials erhalten die Translationsinvarianz entweder entlang der y- oder der x-Achse; die dritte Eichung erhält Rotationsinvarianz des Systems. Es ist nicht möglich, ein Vektorpotential zu wählen, das in alle Richtungen translations- als auch rotationsinvariant ist.
Führt man beim Vektorpotential eine Eichung {\displaystyle {\vec {A}}'={\vec {A}}+{\vec {\nabla }}f} durch, dann ändert sich auch die Wellenfunktion vermittels {\displaystyle \psi '=e^{-\mathrm {i} qf}\psi }. Dieser Phasenfaktor hat ebenfalls keinen physikalischen Einfluss. Umgekehrt kann auch, falls die Wellenfunktionen für eine bestimmte Eichung bestimmt wurden, der Phasenfaktor der Wellenfunktion geändert werden, was sich wiederum auf die Eichung auswirkt.
Die im Obigen verwendete Wahl von {\displaystyle {\vec {A}}} wird oft als Landau-Eichung bezeichnet; jedoch benutzte Landau selbst die rotationssymmetrische Eichung {\displaystyle {\vec {A}}=-{\tfrac {1}{2}}By{\hat {e}}_{x}+{\tfrac {1}{2}}Bx{\hat {e}}_{y}}. Zur Bestimmung der Wellenfunktion führte er jedoch eine Eichtransformation der Wellenfunktion durch, die auf das translationsinvariante Vektorpotential führt. In den modernen Abhandlungen wird gleich diese Eichung verwendet und als „Landau-Eichung“ bezeichnet.

### Wellenfunktion
Für eine detaillierte Lösung des Problems in der rotationsymmetrischen Eichung siehe den frei verfügbaren Artikel von Orion Ciftja.
 Der Artikel für die nicht rotationssymmetrische Lösung von Landau ist ebenfalls frei verfügbar.
Zur Bestimmung der Wellenfunktion wird im Folgenden die rotationssymmetrische Eichung in Zylinderkoordinaten verwendet,
{\displaystyle {\vec {A}}={\frac {1}{2}}Br{\vec {e}}_{\phi }}.
Der Vorteil dieser Eichung ist, dass die resultierenden Wellenfunktionen als Produkt eines rotationssymmetrischen und eines rein winkelabhängigen Anteils darstellbar  sind und als Eigenfunktionen des Drehimpulses in {\displaystyle z}-Richtung ausgedrückt werden können. Da der transversale Anteil entkoppelt, wird im Folgenden {\displaystyle p_{z}=0} angenommen. Dann lässt sich der Hamilton-Operator in Ortsdarstellung als
{\displaystyle {\begin{aligned}{\hat {H}}&={\frac {1}{2m}}\left[-\hbar ^{2}\partial _{r}^{2}-\hbar ^{2}{\frac {1}{r}}\partial _{r}-\hbar ^{2}{\frac {1}{r^{2}}}\partial _{\phi }^{2}+q^{2}B^{2}r^{2}-2\mathrm {i} \hbar qB\partial _{\phi }\right]\\&={\frac {1}{2m}}\left[-\hbar ^{2}\partial _{r}^{2}-\hbar ^{2}{\frac {1}{r}}\partial _{r}+{\frac {1}{r^{2}}}{\hat {L}}_{z}^{2}+q^{2}B^{2}r^{2}+2qB{\hat {L}}_{z}\right]\end{aligned}}}
ausdrücken, wobei der Drehimpulsoperator {\displaystyle {\hat {L}}_{z}=-\mathrm {i} \hbar \partial _{\phi }} eingeführt wurde. Dieser Drehimpulsoperator vertauscht mit dem Hamilton-Operator, sodass gemeinsame Eigenfunktionen von {\displaystyle {\hat {L}}_{z}} und {\displaystyle {\hat {H}}} gefunden werden können. Die Eigenfunktionen des Drehimpulsoperators sind {\displaystyle e^{\mathrm {i} \ell \phi },\ell \in \mathbb {Z} } und die Eigenwerte des Drehimpulsoperators sind {\displaystyle \hbar \ell }. Dieser Winkelanteil ist manifest invariant unter einer Transformation {\displaystyle \phi \to \phi '=\phi +2\pi }. Dies motiviert den Ansatz
{\displaystyle \psi (r,\phi )={\tilde {\psi }}(r)e^{\mathrm {i} \ell \phi }}
und die Eigenwertgleichung reduziert sich auf eine Differentialgleichung in einer Variablen
{\displaystyle E{\tilde {\psi }}={\frac {1}{2m}}\left[-\hbar ^{2}\partial _{r}^{2}-\hbar ^{2}{\frac {1}{r}}\partial _{r}+{\frac {1}{r^{2}}}\ell ^{2}+q^{2}B^{2}r^{2}+2qB\ell \right]{\tilde {\psi }}}.
Die Variablentransformation {\displaystyle \xi ={\tfrac {qBr^{2}}{2\hbar }}} führt schließlich zur Differentialgleichung
{\displaystyle \left[\xi \partial _{\xi }^{2}+\partial _{\xi }-{\frac {\ell ^{2}}{4\xi }}-{\frac {\xi }{4}}+{\frac {E}{\hbar \omega _{c}}}+{\frac {\ell }{2}}\right]{\tilde {\psi }}=0},
wobei {\displaystyle \omega _{c}} wieder die Zyklotronfrequenz ist.
Da {\displaystyle {\tilde {\psi }}} quadratintegrabel sein soll, darf {\displaystyle {\tilde {\psi }}} weder für {\displaystyle r\to 0} noch für {\displaystyle r\to \infty } zu stark divergieren. Ohne auf die mathematische Motivation dieses Ansatzes einzugehen, werden diese Forderungen durch
{\displaystyle {\tilde {\psi }}=\exp \left(-\xi /2\right)\xi ^{|\ell |/2}R(\xi )}
erfüllt, wobei {\displaystyle R(\xi )} maximal polynomiell von {\displaystyle r} abhängen darf. Die Exponentialfunktion mit negativem Exponenten sorgt dabei für ein rasches Abfallen für {\displaystyle \xi \to \infty }; der von der Quantenzahl {\displaystyle \ell } abhängige Term der Wellenfunktion sorgt im Wechselspiel mit den Ableitungsoperatoren dafür, dass dem Term proportional zu {\displaystyle \xi ^{-1}\ell ^{2}} im Hamilton-Operator Sorge getragen wird. Dies führt zur Differentialgleichung
{\displaystyle \left[\xi \partial _{\xi }^{2}+\left(1+|\ell |-\xi \right)\partial _{\xi }+\left({\frac {E}{\hbar \omega }}+{\frac {\ell -|\ell |-1}{2}}\right)\right]R(\xi )=0},
deren Lösungen im Allgemeinen die Kummerschen Funktionen {\displaystyle {}_{1}F_{1}(-n_{r};b;\xi )} mit {\displaystyle \textstyle n_{r}={\frac {E}{\hbar \omega }}+{\frac {\ell -|\ell |-1}{2}}} und {\displaystyle b=1+|\ell |} sind. Die Kummerschen Funktionen wachsen jedoch, außer für die Wahl {\displaystyle n_{r}\in \mathbb {N} _{0}}, für {\displaystyle \xi \to \infty } exponentiell. Dies wird ersichtlich, wenn man für {\displaystyle R(\xi )} einen Potenzreihenansatz wählt; nur für spezielle Wahlen von {\displaystyle n_{r}} bricht die Reihe ab. Die Lösungen für diese ganzzahligen {\displaystyle n_{r}} sind die zugeordneten Laguerre-Polynome {\displaystyle L_{n_{r}}^{\ell }(\xi )}.
Die Lösung der (nicht normierten) transversalen Eigenfunktionen des Hamiltonoperators lauten daher nach der Rücksubstitution
{\displaystyle \psi _{n_{r},\ell }(r,\phi )=\exp \left(-{\frac {qBr^{2}}{4\hbar }}\right)\left({\frac {qBr^{2}}{2\hbar }}\right)^{|\ell |/2}L_{n_{r}}^{|\ell |}\left({\frac {qBr^{2}}{2\hbar }}\right)\exp(\mathrm {i} \ell \phi )};
die Eigenwerte ergeben sich zu
{\displaystyle E_{n_{r},\ell }=\hbar \omega \left(n_{r}+{\frac {1}{2}}+{\frac {|\ell |-\ell }{2}}\right)}.
Dies steht insbesondere nicht im Widerspruch zu den obigen Ergebnissen. Der Term {\displaystyle {\tfrac {|\ell |-\ell }{2}}} kann nur ganzzahlige Werte annehmen, die im vorherigen Kapitel mit {\displaystyle n_{r}} unter der gemeinsamen Quantenzahl {\displaystyle n} zusammengefasst wurden. Die Energieeigenwerte sind daher nicht nur in {\displaystyle p_{z}} kontinuierlich entartet, sondern ebenfalls diskret in {\displaystyle \ell }.

## Herleitung mithilfe der Dirac-Gleichung
Die untere Herleitung erfolgt ausgehend von der Dirac-Gleichung. Die obere Herleitung mit der Schrödinger-Gleichung liefert ohne Zusatzterme nicht die Energie-Aufspaltung durch die Spin-Einstellung und auch nicht den additiven Term der Ruheenergie. Im Folgenden werden die in der relativistischen Quantenmechanik üblichen natürlichen Einheiten mit {\displaystyle c=\hbar =1} verwendet.
Die Dirac-Gleichung lautet:
{\displaystyle E\psi =H\psi =(-\mathrm {i} \gamma ^{0}{\vec {\gamma }}\cdot {\vec {\nabla }}+\gamma ^{0}m)\psi }.
Dabei ist {\displaystyle \psi } ein Vierer-Spinor. Die {\displaystyle {\vec {\gamma }}} und {\displaystyle \gamma ^{0}} sind die vier vierdimensionalen Dirac-Matrizen. Eine mögliche Darstellung der Dirac-Matrizen lautet mit den drei zweidimensionalen Pauli-Matrizen {\displaystyle {\vec {\sigma }}} und der zweidimensionalen Einheitsmatrix {\displaystyle I_{2}}, die in der folgenden Notation unterdrückt wird,
{\displaystyle \gamma ^{0}={\begin{pmatrix}I_{2}&0\\0&-I_{2}\end{pmatrix}}\qquad \gamma ^{0}{\vec {\gamma }}={\begin{pmatrix}0&{\vec {\sigma }}\\{\vec {\sigma }}&0\end{pmatrix}}}.
Über die minimale Kopplung {\displaystyle {\vec {\nabla }}\rightarrow {\vec {\nabla }}-\mathrm {i} q{\vec {A}}} wird das Vektorpotential im Impulsterm der Bewegungsgleichung berücksichtigt. Mit dem obigen Vektorpotential für das spezielle Problem ergibt sich:
{\displaystyle {\begin{aligned}E\psi &=(-\mathrm {i} \gamma ^{0}{\vec {\gamma }}\cdot {\vec {\nabla }}-q\gamma ^{0}{\vec {\gamma }}\cdot {\vec {A}}+\gamma ^{0}m)\psi \\&={\begin{pmatrix}m&-\mathrm {i} {\vec {\sigma }}\cdot {\vec {\nabla }}-qx_{1}B\sigma _{2}\\-\mathrm {i} {\vec {\sigma }}\cdot {\vec {\nabla }}-qx_{1}B\sigma _{2}&-m\end{pmatrix}}\psi .\end{aligned}}}
In dieser Form zerfällt {\displaystyle \psi } in zwei Zweier-Spinoren {\displaystyle \textstyle \psi ={\begin{pmatrix}\phi _{1}\\\phi _{2}\end{pmatrix}}} und die Matrix-Gleichungen lassen sich ausmulitiplieren. Sie lauten dann:
{\displaystyle {\begin{aligned}E\phi _{1}&=m\phi _{1}-(qx_{1}B\sigma _{2}+\mathrm {i} {\vec {\sigma }}\cdot {\vec {\nabla }})\phi _{2}\\E\phi _{2}&=-m\phi _{2}-(qx_{1}B\sigma _{2}+\mathrm {i} {\vec {\sigma }}\cdot {\vec {\nabla }})\phi _{1}\end{aligned}}}
Einer der beiden Spinoren kann nun eliminiert werden. Auflösen der zweiten Gleichung nach {\displaystyle \phi _{2}} liefert:
{\displaystyle \phi _{2}=-{\frac {qx_{1}B\sigma _{2}+\mathrm {i} {\vec {\sigma }}\cdot {\vec {\nabla }}}{E+m}}\phi _{1}}
Dies wird in die erste Gleichung eingesetzt:
{\displaystyle (E^{2}-m^{2})\phi _{1}=(qx_{1}B\sigma _{2}+\mathrm {i} {\vec {\sigma }}\cdot {\vec {\nabla }})^{2}\phi _{1}}
Beim Ausmultiplizieren der rechten Seite ist es notwendig, die Reihenfolge der Operatoren zu beachten. Weiterhin ist es vorteilhaft, in Komponentenform, {\displaystyle {\vec {\sigma }}\cdot {\vec {\nabla }}=\sigma _{i}\partial _{i}}, zu arbeiten. Dann kann die Relation zwischen den Pauli-Matrizen {\displaystyle \sigma _{i}\sigma _{j}=\delta _{ij}+\mathrm {i} \varepsilon _{ijk}\sigma _{k}} ausgenutzt werden, um diverse Terme zu vereinfachen, wobei {\displaystyle \delta _{ij}} das Kronecker-Symbol und {\displaystyle \varepsilon _{ijk}} das Levi-Civita-Symbol ist. Damit folgt:
{\displaystyle {\begin{aligned}(E^{2}-m^{2})\phi _{1}&=(q^{2}x_{1}^{2}B^{2}\sigma _{2}^{2})\phi _{1}+\mathrm {i} qx_{1}B\sigma _{2}\sigma _{i}\partial _{i}\phi _{1}+\mathrm {i} qB\sigma _{i}\sigma _{2}\partial _{i}(x_{1}\phi _{1})-\sigma _{i}\sigma _{j}\partial _{i}\partial _{j}\phi _{1}\\&=q^{2}x_{1}^{2}B^{2}\phi _{1}+2\mathrm {i} qx_{1}B\partial _{2}\phi _{1}-qB\sigma _{3}\phi _{1}-\partial _{i}\partial _{i}\phi _{1}.\end{aligned}}}
Die ersten beiden Terme können quadratisch ergänzt werden. Es ergibt sich
{\displaystyle (E^{2}-m^{2})\phi _{1}=(qx_{1}B+\mathrm {i} \partial _{2})^{2}\phi _{1}-qB\sigma _{3}\phi _{1}-\partial _{1}^{2}\phi _{1}-\partial _{3}^{2}\phi _{1}}.
Da der Spinoperator mit allen anderen Operatoren kommutiert, kann immer eine gemeinsame Eigenbasis dieses Operators mit den anderen gefunden werden und es gilt {\displaystyle {\frac {\sigma _{3}}{2}}\phi _{1}=s_{z}\phi _{1}}. Dividiert man die Gleichung durch {\displaystyle 2m}, bringt den Spin-Term auf die linke Seite und führt die Ersetzung {\displaystyle -\mathrm {i} \partial _{i}={\hat {p}}_{i}} durch, folgt
{\displaystyle \left({\frac {E^{2}-m^{2}}{2m}}+{\frac {qBs_{z}}{m}}\right)\phi _{1}={\frac {1}{2m}}\left[(qx_{1}B-{\hat {p}}_{2})^{2}+{\hat {p}}_{1}^{2}+{\hat {p}}_{3}^{2}\right]\phi _{1}.}
Diese Gleichung hat bis auf die Ersetzung
{\displaystyle E_{\mathrm {nichtrel.} }\Leftrightarrow {\frac {E_{\mathrm {rel.} }^{2}-m^{2}}{2m}}+{\frac {qBs_{z}}{m}}}
dieselbe Form wie im nichtrelativistischen Fall, obgleich {\displaystyle \phi _{1}} ein zweikomponentiger Spinor ist. Da alle Operatoren im Spinraum jedoch proportional zur Einheitsmatrix sind, ist dies für die Lösung nicht von Belang. Aus der Lösung der nichtrelativistischen Schrödingergleichung kann entsprechend die Lösung der Dirac-Gleichung abgeleitet werden:
{\displaystyle {\begin{aligned}{\frac {E^{2}-m^{2}}{2m}}+{\frac {qBs_{z}}{m}}&=\left(n+{\frac {1}{2}}\right)\omega _{c}+{\frac {p_{3}^{2}}{2m}}\\E&={\sqrt {2m\left[\left(n+{\frac {1}{2}}\right)\omega _{c}+{\frac {p_{3}^{2}}{2m}}-{\frac {qBs_{z}}{m}}\right]+m^{2}}}.\end{aligned}}}
Ist die Bewegungsenergie in {\displaystyle z}-Richtung und die Bewegungsenergie des harmonischen Oszillators klein gegenüber der Masse, kann die Wurzel im ersten Klammerterm entwickelt werden und es gilt:
{\displaystyle E\approx m+\left(n+{\frac {1}{2}}\right)\omega _{c}+{\frac {p_{3}^{2}}{2m}}-{\frac {qBs_{z}}{m}}}
Zusätzlich zu den Termen, die aus der Schrödinger-Gleichung folgen, existieren die konstante Ruheenergie, die keinen Einfluss auf die Niveauabstände hat, und der Spin-Term {\displaystyle -{\tfrac {qBs_{z}}{m}}=-2\cdot {\tfrac {qB}{2m}}s_{z}}, der Landé-Faktor des Elektrons ergibt sich aus der Diracgleichung also zu g=2.

## Weiteres
Es lässt sich zeigen, dass die Entartung {\displaystyle D} der Landau-Niveaus proportional zur magnetischen Flussdichte ist: {\displaystyle D\propto B}. Mit der obigen Erkenntnis, dass die Niveauabstände {\displaystyle \Delta E=\hbar \omega _{c}={\frac {e\cdot B\cdot \hbar }{m}}} ebenfalls proportional zu {\displaystyle B} sind, kann man die im De-Haas-van-Alphen-Effekt auftretenden Oszillationen in physikalischen Größen, die von der Zustandsdichte abhängen, erklären: Wird das Magnetfeld erhöht, so steigt die Energie der Landauniveaus an, während gleichzeitig ihre Entartung ansteigt. Elektronen werden daher in ein tiefer gelegenes Niveau wandern. Daher wird, falls das oberste zunächst besetzte Landau-Niveau (also das ehemalige Fermi-Niveau) vollständig geleert wurde, das nächsttiefere Landau-Niveau plötzlich zum Fermi-Niveau.